# Dietrich Thurau
Dietrich "Didi" Thurau, född den 9 november 1954 i Frankfurt, är en tysk före detta tävlingscyklist som var professionell från 1975 och som hade framgångar både på landsväg och bana. På landsväg vann han Liège–Bastogne–Liège, Züri Metzgete, GP E3-Harelbeke, sex etapper i Tour de France, fem etapper i Vuelta a España och två etapper i Giro d'Italia, samt blev dubbel västtysk mästare i linjelopp och tvåfaldig silvermedaljör vid världsmästerskapen. På bana blev han  världsmästare i lagförföljelselopp för amatörer, och sedan, som professionell, både europamästare och västtysk mästare i derny, västtysk mästare i individuellt förföljelselopp och madison (i par med Albert Fritz), samt vinnare av 29 sexdagarslopp.

## Meriter – Landsväg
1975
 Västtysk mästare i linjelopp
Vinnare totalt av Tour de l'Oise
Vinnare av etapp 1
Vinnare av Grand Prix de Fourmies
2:a i Scheldeprijs
2:a i Grand Prix du canton d'Argovie
3:a totalt i Vuelta a Andalucía
4:a totalt i Ronde van Nederland
5:a totalt i Vuelta a España
6:a totalt i Paris-Nice
8:a i Amstel Gold Race
8:a i Paris–Bryssel
9:a i Critérium des As
10:a totalt i Tour de Suisse
1976
 Västtysk mästare i linjelopp
4:a totalt i Vuelta a España
 Vinnare av poängtävlingen
Vinnare av prologen, etapperna 9, 16, 18 och 19b (ITT)
8:a i Tour de Suisse
Vinnare av etapp 5
2:a i Grand Prix de Fourmies
7:a i Flèche Wallonne
7:a totalt i Vuelta a Andalucía
8:a i Gent–Wevelgem
1977
Vinnare av Grote Prijs E3-Harelbeke
Vinnare totalt av Vuelta a Andalucía
Vinnare av etapperna 1a, 2a, 2b, 3, 4, 5, 6 och 7a (ITT)
Vinnare av Grand Prix du canton d'Argovie
5:a totalt i Tour de France
Vinnare av ungdomstävlingen
Vinnare av prologen, etapperna 2, 5b, 16 och 22a
 2:a i linjelopp vid Världsmästerskapen i landsvägscykling
2:a i Rund um den Henninger Turm
3:a i Liège–Bastogne–Liège
3:a i Kuurne-Bryssel-Kuurne
4:a totalt i Dunkerques fyradagars
7:a totalt i Paris–Nice
7:a totalt i Tour de Suisse
8:a i Paris–Roubaix
9:a i Flandern runt
9:a i Super Prestige Pernod
1978
 Vinnare totalt av Étoile de Bessèges
Vinnare av etapperna 2, 3, 4 och 5
Vinnare av Züri Metzgete
Vinnare av prologen och etapp 4 (ITT) i Giro d'Italia
Vinnare av Scheldeprijs
Vinnare av etapp 2 i Tour de Suisse
2:a i Liège–Bastogne–Liège
3:a totalt i Tour of Belgium
Vinnare av etapp 1a (ITT)
3:a i Flèche Wallonne
5:a i Omloop Het Volk
9:a i Paris–Bryssel
9:a i Amstel Gold Race
1979
Vinnare av Liège–Bastogne–Liège
 Vinnare totalt av Deutschland Tour
Vinnare av prologen
Vinnare totalt av Vuelta a Andalucía
10:a totalt i Tour de France
Vinnare av etapp 19
Vinnare av etapp 5 i Paris–Nice
 2:a i linjelopp vid Världsmästerskapen i landsvägscykling
4:a i Grote Prijs E3-Harelbeke
6:a i Omloop Het Volk
9:a i Super Prestige Pernod
1980
3:a i Paris–Roubaix
3:a i linjelopp vid Tyska mästerskapen
4:a totalt i Tour Cycliste du Tarn
Vinnare av etapp 2
7:a i Rund um den Henninger Turm
1981
Vinnare av etapp 4 i Deutschland Tour
2:a i Rund um den Henninger Turm
7:a totalt i Tour de Suisse
1983
5:a totalt i Giro d'Italia
1987
7:a totalt i Tour de Suisse
Vinnare av etapp 4

## Meriter – Bana
| Vid Världsmästerskapen i bancykling uppnådde Thurau följande podieplaceing: 1974 - amatörer Världsmästare i lagförföljelselopp (med G. Schuhmacher, P. Vonhof och H. Lutz) Vid Europamästerskapen i bancykling uppnådde Thurau följande podieplaceingar: 1978/1979 Europamästare i derny 3:a i omnium 1979/1980 Europamästare i derny 3:a i madison med Patrick Sercu 1985/1986 3:a i madison med Josef Kristen | Nedan listas Dietrich Thuraus västtyska mästerskapstitlar: 1971 – junior Västtysk mästare i individuellt förföljelselopp 1973 – amatör Västtysk mästare i madison med Volker Sprenger 1974 – amatör Västtysk mästare i individuellt förföljelselopp Västtysk mästare i madison med Peter Vonhof 1975 Västtysk mästare i individuellt förföljelselopp 1976 Västtysk mästare i individuellt förföljelselopp 1980 Västtysk mästare i derny 1982 Västtysk mästare i madison med Albert Fritz |

### Sexdagarslopp
I tabellen nedan listas Dietrich Thuraus segrar och partners (med initialer):
| \ Säsong |

| Plats \ |

| \ Säsong |

| Partner \ |

Not: Asterisk efter ortnamnet markerar att tävlingen hölls före nyår (Kölns sexdagars gick över nyårshelgen).